# Simulium heptapotamicum
Simulium heptapotamicum är en tvåvingeart som först beskrevs av Rubtsov 1940.  Simulium heptapotamicum ingår i släktet Simulium och familjen knott. Inga underarter finns listade i Catalogue of Life.